# Маска Красной смерти (фильм, 1990)
«Маска красной смерти» (англ. The Masque of the Red Death) — фильм 1990 года, снятый по мотивам рассказа Эдгара По «Маска Красной смерти».

## Сюжет
Журналистка Ребекка Стивенс приехала в старинный замок, принадлежащий нуворишу Людвигу, чтобы собрать информацию о кинозвезде Элейн Харт. По приезде она сразу попадает «с корабля на бал», в замке встречает своего давнего бойфренда Макса и довольно весело проводит время… Но неожиданно на балконе появляется официант весь в крови, судорожно глотая воздух и простирая руки. Однако никто его не замечает, веселье продолжается…
Вскоре появляется следующая жертва — та самая Элейна. Людвиг пытается скрыть происходящее и вечеринка продолжается. Но вскоре погибает ещё одна его подруга — Китра. Паника охватывает гостей, которые в ужасе бегут из дома. Однако перед Ребеккой и Максом Людвиг закрывает решётку, которая поднимется только через 6 часов. В доме остаются несколько друзей хозяина и слуг. И далее каждый час происходит по убийству.
А неуловимый убийца ходит по дому в маске Красной смерти, успешно используя разнообразные инструменты, в том числе описанные в книгах Эдгара По. Оставшиеся в живых начинают подозревать друга, но так получается, что самый подозреваемый на этот час заложник дома вскоре погибает. Однако когда почти никого не остаётся в живых, один из гостей признается, что он и есть убийца. И им оказывается тот, кого меньше всего можно было бы подозревать…

## Актёры
- Фрэнк Сталлоне — герцог
- Бренда Ваккаро — Элейна Харт
- Херберт Лом — Людвиг
- Мишель МакБрайд — Ребекка
- Кристин Лунде — Колет
- Кристобель д’Ортес — доктор Карен
- Саймон Поланд — Макс
- Фозиа Дэвидсон — Китра
- Киндсей Рирдон — Дэллон
- Годфри Чарльз — Ганс
- Эндрю Баррет — Джимми